# 金沢百番街
金沢百番街（かなざわひゃくばんがい）は、石川県金沢市木ノ新保町にある複合商業施設。西日本旅客鉄道（JR西日本）・IRいしかわ鉄道金沢駅の高架下に位置する。
合計で100店舗を超えるテナントが集積している。JR西日本の子会社である金沢ターミナル開発の運営により、1991年（平成3年）3月20日に開業した。

## 概要・歴史
金沢百番街の前身は、1953年（昭和28年）10月に金沢駅の地下で開業した「金沢ステーションデパート」である。開業当初は44店舗で構成されていた。
1980年（昭和55年）に着手した、金沢駅および駅周辺の高架化事業進行に伴い、金沢ステーションデパートも閉店。1990年（平成2年）6月5日に高架化事業が完成した翌年の3月20日に、これまでの金沢ステーションデパートを一新し、新たな商業施設として開業した。施設名の百番には、加賀百万石、開業当初の店舗数115店、来店客から100点満点をもらえる施設にしたいことがそれぞれ由来となっている。
開業時は金沢の伝統文化をテーマにした「かなざわ館」とファッションの「トレンド館」の構成となっていたが、2011年（平成23年）3月3日に「トレンド館」を「Rinto」（リント）、2014年（平成26年）に「かなざわ館」を「あんと」としてそれぞれリニューアルしている。また、2007年（平成19年）5月26日にJR金沢駅西ビルの完成に伴い、「くつろぎ館」（現在の「あんと西」）が開業している。

## 各ゾーン

### Rinto

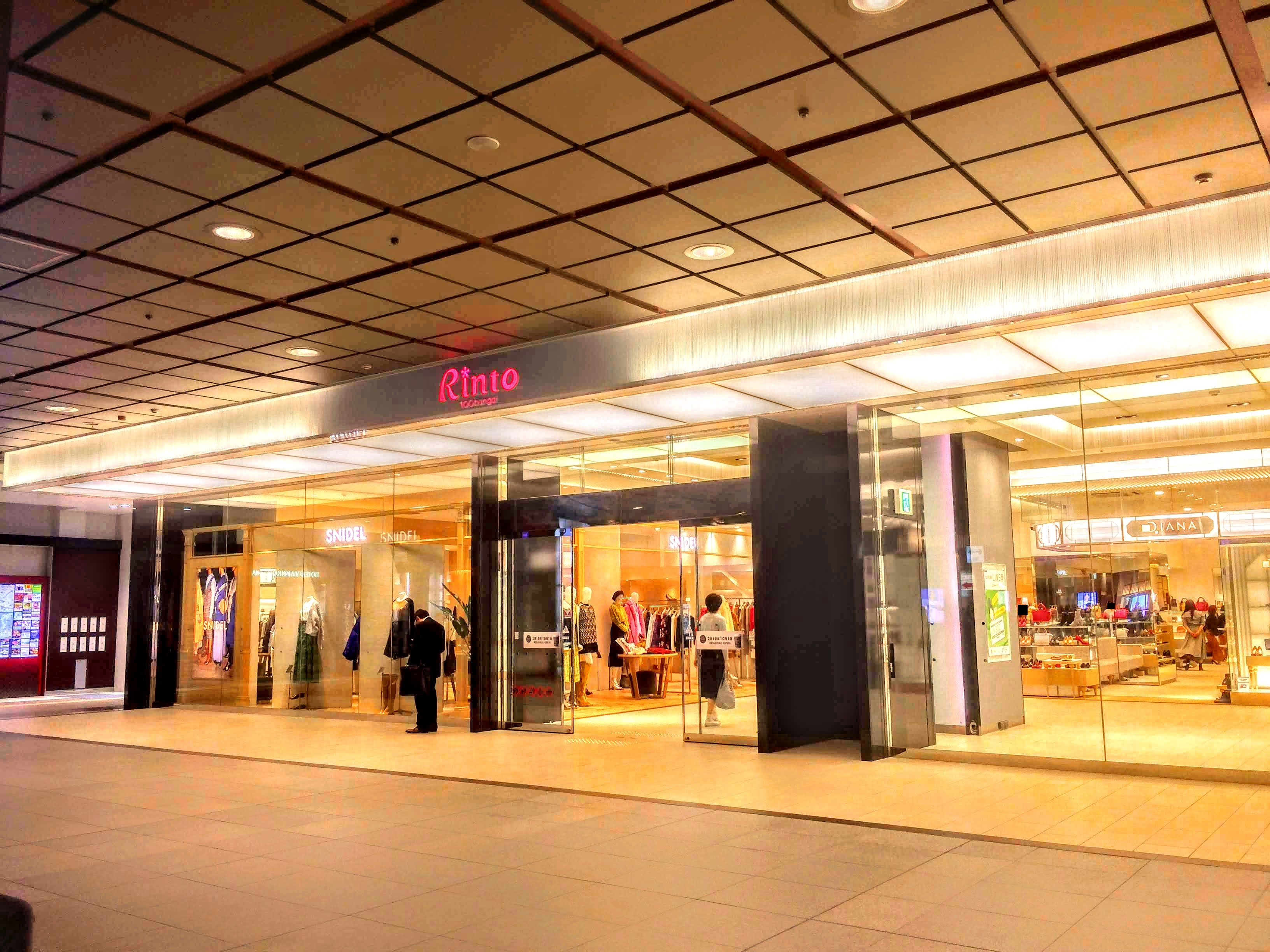
Rinto入口

Rinto（高架下北部） - ファッションや書籍関連の店舗など
元は在来線高架下北部にファッションショップが中心の「トレンド館」があったが、2006年（平成18年）11月2日に隣にファッションビル「金沢フォーラス」が開業し、売り上げが減少したこともあって、「トレンド館ありがとう閉館セール」を行ったうえで、2010年（平成22年）10月31日に閉館した。
2011年（平成23年）3月3日に、前述の「トレンド館」をリニューアルし「Rinto」として開業した。「Rinto」とは「凛と」という言葉を意味し、新装開業時には売り場面積約3,500m2に41店舗が入居した。

### あんと

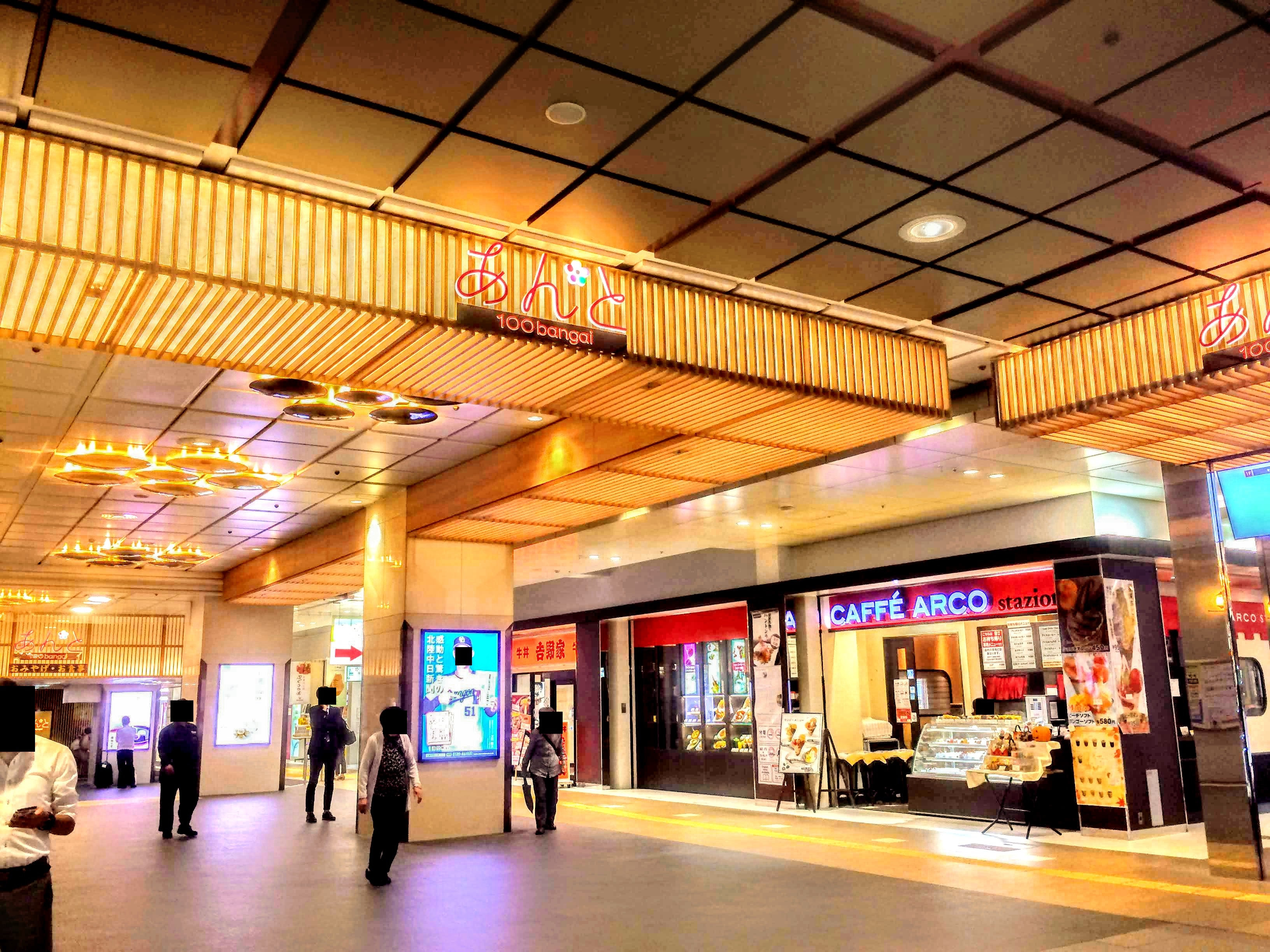
あんと

あんと（高架下南部） - 伝統工芸品や和菓子の店舗、飲食店、郵便局など
1997年3月20日に新幹線高架下南部に飲食店中心の「あじわい館」が開業し、同時に在来線高架下南部にあったお土産店中心の「かなざわ館」が「おみやげ館」に改称した。両館を改装して2014年（平成26年）7月17日に「あんと」として開業した。

### あんと 西
あんと 西（金沢駅西口ビル） - ビジネスホテル、食品スーパー、医療機関など
2007年（平成19年）5月26日、金沢駅西口に新たに商業ビルがオープンし、名称を「くつろぎ館」とした。同ビルには石川県第1号店となるドラッグストアのマツモトキヨシ、ビジネスホテル「ヴィアイン金沢」、スーパーマーケットなども出店した。2017年（平成29年）4月1日に「あんと 西」に改称。1階から4階までが商業施設であり、5階から8階まではヴィアインの客室となっている（フロントは3階にある）。
2020年（令和2年）6月24日に1階から3階までの飲食スペースを、「百番キッチン」としてリニューアルした。

## 主なテナント
現在のテナントの詳細は、公式サイトの店舗検索あるいはフロアガイドを参照。
かつて出店していたテナント
- スプーンステーションおよび100banマート
  - もともとは東京ストアーが運営する「スプーンステーション」であったが[15]、東京ストアーが2013年（平成25年）1月18日に負債を抱えて金沢地方裁判所に民事再生法の適用を申請し[16]、2014年2月20日に営業を終了した[15]。 翌日の2月21日から金沢ターミナル開発がスーパーを直営化して「100banマート」として営業を再開した[17]。2015年（平成27年）2月2日からは石川県内でエーコープを運営するジャコム石川が「Aガイヤ」としてリニューアルオープンした。
- 金澤ちとせ珈琲百番街店
  - 1953年に前身の店舗が金沢ステーションデパート開業時にオープンし、1991年に金沢百番街に入って百番街店となった[18]。コロナ禍による駅利用客の減少を受けて2021年8月31日に閉店[18]。